# XL Airways Germany
XL Airways Germany – niemiecka czarterowa linia lotnicza z siedzibą w Mörfelden-Walldorf, w kraju związkowym Hesja. Jest siostrzaną linią lotniczą XL Airways France.